# Carex cetica
Carex cetica är en halvgräsart som beskrevs av Karl Rechinger. Carex cetica ingår i släktet starrar, och familjen halvgräs. Inga underarter finns listade i Catalogue of Life.